# Eleições estaduais no Rio de Janeiro em 2002
As eleições estaduais no Rio de Janeiro em 2002 aconteceram junto com as eleições federais no Brasil, em 6 de outubro. Desde 1994, como resultado de uma emenda constitucional que reduziu o mandato presidencial para quatro anos, todas as eleições federais e estaduais no Brasil coincidem.
No geral, as regras para as eleições presidenciais também se aplicam às estaduais. Isto é, as eleições possuem dois turnos e se nenhum dos candidatos alcança maioria absoluta dos votos válidos, um segundo turno entre os dois mais votados acontece. Todos os candidatos com cargos executivos devem renunciar até 6 de abril, para poderem disputar.
Para a eleição do Senado, conforme rodízio previsto para as eleições ao Senado, em 2002, serão disputadas duas vagas por estado com mandato de 8 anos. Os dois candidatos mais votados serão eleitos, não havendo segundo turno para as eleições legislativas.
O processo eleitoral de 2002 foi marcado pela sucessão para o cargo então ocupado por Benedita da Silva, do PT, vice-governadora eleita em 1998 que assumiu o cargo em 6 de abril de 2002 com a renúncia do titular Anthony Garotinho para disputar a eleição presidencial. Benedita estava apta para disputar a eleição.
Na eleição para o Governo do Estado, a candidata do PSB, Rosinha Garotinho, foi eleita no primeiro turno recebendo 51,30% dos votos válidos, contra 24,43% de Benedita (PT) e 14,27% de Jorge Roberto Silveira, candidato do PDT. Na disputa pelas duas cadeiras no Senado, foram eleitos o jornalista e deputado estadual Sérgio Cabral Filho, do PMDB e o bispo licenciado da Igreja Universal do Reino de Deus Marcelo Crivella, do PL. Ambos ocuparam as vagas de Artur da Távola (PSDB) e Geraldo Cândido (PT), que assumiu a cadeira em 1999 após a renúncia da titular Benedita da Silva para assumir a vice-governadoria do estado.

## Candidatos a Governador
| Candidato a governador       | Candidato a vice-governador           | Número Eleitoral | Coligação                                                                  |
| ---------------------------- | ------------------------------------- | ---------------- | -------------------------------------------------------------------------- |
| Rosinha Garotinho (PSB)      | Luiz Paulo Conde (PSB)                | 40               | Rio Esperança PSB, PPB, PST, PTC, PSC, PRP, PSD, PGT                       |
| Benedita da Silva (PT)       | Luiz Eduardo Soares (PT)              | 13               | Viva o Rio 2002 PT, PCdoB, PCB, PMN                                        |
| Jorge Roberto Silveira (PDT) | Flávio Furtado (PTB)                  | 12               | Frente Trabalhista Rio PDT, PTB, PPS Apoio informal: PRTB, PTdoB, PHS, PTN |
| Solange Amaral (PFL)         | Marcelo Cerqueira (PMDB)              | 25               | Todos pelo Rio PFL, PMDB, PSDB                                             |
| Aspásia Camargo (PV)         | José Augusto Ramos da Silveira (PV)   | 43               | sem coligação                                                              |
| Alexandre Cobbett (PAN)      | Gezilda da Silva Nazario (PAN)        | 26               | sem coligação                                                              |
| Antônio Piedade (PRONA)      | Derli Azevedo Minguta (PRONA)         | 56               | sem coligação                                                              |
| Cyro Garcia (PSTU)           | Carlos Alberto Araujo Silveira (PSTU) | 16               | sem coligação                                                              |
| Paulo Sérgio Pinho (PCO)     | n/d (PCO)                             | 29               | sem coligação                                                              |

## Candidatos a Senador
| Candidato a Senador                   | Número Eleitoral | Coligação                                                   |
| ------------------------------------- | ---------------- | ----------------------------------------------------------- |
| Carlos Alberto Pereira Marques PRTB   | 282              | Partido Renovador Trabalhista Brasileiro PRTB               |
| Carlos Lupi PDT                       | 123              | Frente Trabalhista Rio PDT, PTB, PPS                        |
| Edson Santos PT                       | 131              | Partido dos Trabalhadores PT                                |
| Fernando Gusmão PCdoB                 | 656              | Partido Comunista do Brasil PCdoB                           |
| Florinda Lombardi PSTU                | 161              | Partido Socialista dos Trabalhadores Unificado PSTU         |
| Jânio Carlos Pereira de Carvalho PRTB | 281              | Partido Renovador Trabalhista Brasileiro PRTB               |
| João Miguel Estephânio PTdoB          | 701              | Partido Trabalhista do Brasil PTdoB                         |
| Jovelino Ribeiro PHS                  | 311              | Partido Humanista da Solidariedade PHS                      |
| Leonel Brizola PDT                    | 122              | Frente Trabalhista Rio PDT, PTB, PPS                        |
| Líliam Sá PL                          | 223              | Educação é a Solução PL, PSL, PSDC                          |
| Otacílio Ramalho PSTU                 | 162              | Partido Socialista dos Trabalhadores Unificado PSTU         |
| Luiz Fernando Gutman PCB              | 211              | Partido Comunista Brasileiro PCB                            |
| Manoel Ferreira PPB                   | 111              | Rio Esperança PSB, PPB, PST, PTC, PSC, PRP, PSD, PRONA, PGT |
| Marcelo Crivella PL                   | 222              | Educação é a Solução PL, PSL, PSDC                          |
| Marcílio Quaresma PRONA               | 561              | Partido de Reedificação da Ordem Nacional PRONA             |
| Artur da Távola PSDB                  | 456              | Todos pelo Rio PFL, PMDB, PSDB                              |
| Paulo Santoro PTN                     | 191              | Partido Trabalhista Nacional PTN                            |
| Sergio Cabral Filho PMDB              | 155              | Todos pelo Rio PFL, PMDB, PSDB                              |
| Ulisses Martins PAN                   | 262              | Partido dos Aposentados da Nação PAN                        |
| Willy Ortiz PV                        | 431              | Partido Verde PV                                            |

## Resultado da eleição para Governador
| Candidatos a governador do estado | Candidatos a vice-governador | Número | Coligação                                              | Votação   | Percentual |
| --------------------------------- | ---------------------------- | ------ | ------------------------------------------------------ | --------- | ---------- |
| Rosinha Garotinho PSB             | Luiz Paulo Conde PSB         | 40     | Rio Esperança (PSB, PPB, PSC, PSD, PGT, PRP, PST, PTC) | 4.101.423 | 51,30%     |
| Benedita da Silva PT              | Luiz Eduardo Soares PT       | 13     | Viva o Rio 2002 (PT, PCdoB, PMN, PCB)                  | 1.954.379 | 24,45%     |
| Jorge Roberto Silveira PDT        | Flávio Furtado PTB           | 12     | Frente Trabalhista do Rio (PDT, PTB, PPS)              | 1.141.060 | 14,27%     |
| Solange Amaral PFL                | Marcelo Cerqueira PMDB       | 25     | Todos pelo Rio (PFL, PMDB, PSDB)                       | 726.327   | 9,09%      |
| Cyro Garcia PSTU                  | Carlos Alberto Silveira PSTU | 16     | —                                                      | 27.757    | 0,35%      |
| Aspásia Camargo PV                | José Augusto Silveira PV     | 43     | —                                                      | 20.405    | 0,26%      |
| Antonio Piedade PRONA             | Derli Minguta PRONA          | 56     | —                                                      | 12.719    | 0,16%      |
| Alexandre Cobbett PAN             | Gezilda Nazário PAN          | 26     | —                                                      | 8.100     | 0,11%      |
| Paulo Sérgio Pinho PCO            | Jurandir Santana PCO         | 29     | —                                                      | 2.284     | 0,03%      |

| Partido | Partido | Candidato              | Votos     | Votos (%) |
| ------- | ------- | ---------------------- | --------- | --------- |
|         | PSB     | Rosinha Garotinho      | 4 101 423 | 51,3%     |
|         | PT      | Benedita da Silva      | 1 954 379 | 24,45%    |
|         | PDT     | Jorge Roberto Silveira | 1 141 060 | 14,27%    |
|         | PFL     | Solange Amaral         | 726 327   | 9,09%     |
|         | PSTU    | Cyro Garcia            | 27 757    | 0,35%     |
|         | PV      | Aspásia                | 20 405    | 0,26%     |
|         | PRONA   | Antonio Piedade        | 12 719    | 0,16%     |
|         | PAN     | Alexandre Cobbett      | 8 100     | 0,1%      |
|         | PCO     | Paulo Sérgio           | 2 284     | 0,03%     |
| Totais  | Totais  | Totais                 | 7 994 454 |           |

## Resultado da eleição para Senador
| Candidatos a senador da República | Candidatos a suplente de senador                      | Número | Coligação                                              | Votação   | Percentual |
| --------------------------------- | ----------------------------------------------------- | ------ | ------------------------------------------------------ | --------- | ---------- |
| Sergio Cabral Filho PMDB          | Régis Fichtner PMDB Paulo Duque PMDB                  | 155    | Todos pelo Rio (PFL, PMDB, PSDB)                       | 4.187.286 | 27,85%     |
| Marcelo Crivella PL               | Eraldo Bezerra PL Natal Rodrigues PL                  | 222    | Educação é a Solução (PL, PSL, PSDC)                   | 3.243.289 | 21,57%     |
| Manoel Ferreira PPB               | Ilsam Viana PSB Silvio Lessa PPB                      | 111    | Rio Esperança (PSB, PPB, PSC, PSD, PGT, PRP, PST, PTC) | 1.782.219 | 11,85%     |
| Édson Santos PT                   | Zenândio Vieira PT Ernesto de Andrade PT              | 131    | Viva o Rio 2002 (PT, PCdoB, PMN, PCB)                  | 1.766.988 | 11,75%     |
| Artur da Távola PSDB              | Nilo Campos PSDB Eurico Natal PSDB                    | 456    | Todos pelo Rio (PFL, PMDB, PSDB)                       | 1.730.722 | 11,51%     |
| Leonel Brizola PDT                | Edialeda Salgado PDT Marcos Ribeiro PDT               | 122    | Frente Trabalhista do Rio (PDT, PTB, PPS)              | 1.237.488 | 8,23%      |
| Fernando Gusmão PCdoB             | Dilceia Quintela PCdoB Paulo César Cavalcante PCdoB   | 656    | Viva o Rio 2002 (PT, PCdoB, PMN, PCB)                  | 394.630   | 2,62%      |
| Liliam Sá PL                      | Antonio Manoel PL Eva Beatriz PL                      | 223    | Educação é a Solução (PL, PSL, PSDC)                   | 306.099   | 2,04%      |
| Carlos Lupi PDT                   | José Calp Filho PTB Arnaldo Mourthe PDT               | 123    | Frente Trabalhista do Rio (PDT, PTB, PPS)              | 182.482   | 1,21%      |
| Luís Fernando Gutman PCB          | Ivan Pinheiro PCB Edilson Gomes PCB                   | 213    | —                                                      | 79.216    | 0,53%      |
| Willy Ortiz PV                    | Amália Lofrano PV Joel Osório PV                      | 431    | —                                                      | 27.309    | 0,18%      |
| Marcílio Quaresma PRONA           | Marcos Fernando PRONA Edison Duarte PRONA             | 561    | —                                                      | 19.014    | 0,13%      |
| Florinda Lombardi PSTU            | José Eduardo Braunschweiger PSTU Arnaldo Mourthe PSTU | 161    | —                                                      | 17.683    | 0,12%      |
| Paulo Santoro PTN                 | Denise Lavalle PTN Gerson Lopes PTN                   | 191    | —                                                      | 15.370    | 0,10%      |
| João Miguel Estephânio PTdoB      | Jorge Queiroz PTdoB - PTdoB                           | 701    | —                                                      | 14.808    | 0,10%      |
| Ulisses Martins PAN               | Janot Rodrigues PAN - PAN                             | 262    | —                                                      | 9.197     | 0,06%      |
| Jovelino Ribeiro PHS              | Hélio Rosalvo PHS Wanderlei da Silva PHS              | 311    | —                                                      | 8.615     | 0,06%      |
| Otacílio Ramalho PSTU             | Teresa Bastos PSTU Kátia Ferreira PSTU                | 162    | —                                                      | 6.038     | 0,04%      |
| Jânio Carlos PRTB                 | Diva Bittencourt PRTB Conceição Cardoso PRTB          | 281    | —                                                      | 5.676     | 0,04%      |
| Carlos Alberto Marques PRTB       | Eduardo Del Águila PRTB Sérgio Neves PRTB             | 282    | —                                                      | 2.000     | 0,01%      |

| Partido | Partido | Candidato              | Votos      | Votos (%) |
| ------- | ------- | ---------------------- | ---------- | --------- |
|         | PMDB    | Sergio Cabral Filho    | 4 187 286  | 27,85%    |
|         | PL      | Marcelo Crivella       | 3 243 289  | 21,57%    |
|         | PPB     | Manoel Ferreira        | 1 782 219  | 11,85%    |
|         | PT      | Édson Santos           | 1 766 988  | 11,75%    |
|         | PSDB    | Artur da Távola        | 1 730 722  | 11,51%    |
|         | PDT     | Leonel Brizola         | 1 237 488  | 8,23%     |
|         | PCdoB   | Fernando Gusmão        | 394 630    | 2,62%     |
|         | PL      | Liliam Sá              | 306 099    | 2,04%     |
|         | PDT     | Carlos Lupi            | 182 482    | 1,21%     |
|         | PCB     | Gutman                 | 79 216     | 0,53%     |
|         | PV      | Willy                  | 27 309     | 0,18%     |
|         | PRONA   | Marcílio Quaresma      | 19 014     | 0,13%     |
|         | PSTU    | Florinda               | 17 683     | 0,12%     |
|         | PTN     | Coronel Paulo Santoro  | 15 370     | 0,1%      |
|         | PTdoB   | João Miguel            | 14 808     | 0,1%      |
|         | PAN     | Padre Ulisses Martins  | 9 197      | 0,06%     |
|         | PHS     | Jovelino               | 8 615      | 0,06%     |
|         | PSTU    | Otacílio               | 6 038      | 0,04%     |
|         | PRTB    | Jânio Carlos           | 5 676      | 0,04%     |
|         | PRTB    | Carlos Alberto Marques | 2 000      | 0,01%     |
| Totais  | Totais  | Totais                 | 15 036 129 |           |

## Deputados Federais eleitos
Lista dos 46 Deputados Federais eleitos em 2002 pelo Estado do Rio de Janeiro.

Representação eleita
  PT: 7
  PPB: 6
  PMDB: 6
  PSB: 6
  PSDB: 5
  PFL: 4
  PL: 3
  PDT: 3
  PSC: 2
  PCdoB: 1
  PSDC: 1
  PTB: 1
  PV: 1

Fonteː
| Candidato                        | Votos   | %     |
| -------------------------------- | ------- | ----- |
| Denise Frossard (PSDB)           | 385.111 | 4,77% |
| Jandira Feghali (PCdoB)          | 264.384 | 3,28  |
| Francisco Dornelles (PPB)        | 219.012 | 2,71% |
| Bispo Rodrigues (PL)             | 192.640 | 2,39% |
| Eduardo Paes (PFL)               | 186.221 | 2,31% |
| Chico Alencar (PT)               | 169.131 | 2,09% |
| Leonardo Picciani (PMDB)         | 151.942 | 1,88% |
| Jorge Bittar (PT)                | 140.848 | 1,74% |
| Miro Teixeira (PDT)              | 137.764 | 1,70% |
| Nelson Bornier (PL)              | 134.597 | 1,67% |
| Josias Quintal (PSB)             | 118.455 | 1,46% |
| Rodrigo Maia (PFL)               | 118.455 | 1,45% |
| Paulo Feijó (PSDB)               | 110.935 | 1,37% |
| Eduardo Cunha (PPB)              | 101.495 | 1,25% |
| Alexandre Cardoso (PSB)          | 98.252  | 1,21% |
| Almerinda de Carvalho (PPB)      | 94.536  | 1,17% |
| Arolde de Oliveira (PFL)         | 91.798  | 1,13% |
| André Luiz (PMDB)                | 91.249  | 1,13% |
| Ezequiel (PSB)                   | 90.263  | 1,12% |
| Bernardo Ariston (PSB)           | 90.263  | 1,10% |
| Jair Bolsonaro (PPB)             | 88.945  | 1,10% |
| Ronaldo Cezar Coelho (PSDB)      | 87.761  | 1,08% |
| Paulo Baltazar (PSB)             | 85.287  | 1,05% |
| Lindbergh Farias (PT)            | 83.468  | 1,03% |
| Bispo Vieira Reis (PMDB)         | 79.203  | 0,98% |
| Moreira Franco (PMDB)            | 77.813  | 0,96% |
| Pastor Divino (PMDB)             | 77.489  | 0,96% |
| Simão Sessim (PPB)               | 76.768  | 0,95% |
| Fernando Lopes (PSB)             | 71.429  | 0,86% |
| Julio Lopes (PPB)                | 69.627  | 0,86% |
| Dr. Heleno (PSDB)                | 68.336  | 0,84% |
| Maria Lucia (PMDB)               | 66.463  | 0,82% |
| Alexandre Santos (PSDB)          | 66.058  | 0,81% |
| Laura Carneiro (PFL)             | 62.472  | 0,77% |
| Bispo João Mendes de Jesus (PDT) | 59.740  | 0,74% |
| Luiz Sérgio (PT)                 | 58.809  | 0,73% |
| Carlos Santana (PT)              | 58.204  | 0,72% |
| Biscaia (PT)                     | 58.204  | 0,72% |
| Reinaldo Betão (PSDC)            | 41.228  | 0,51% |
| Roberto Jefferson (PTB)          | 40.685  | 0,50% |
| Fernando Gabeira (PT)            | 40.377  | 0,50% |
| Elaine Costa (PDT)               | 39.477  | 0.49% |
| Delei (PV)                       | 39.392  | 0,48% |
| Pastor Almir (PL)                | 34.081  | 0,42% |
| Renato Cozzolino (PSC)           | 23.727  | 0,29% |
| Sandro Matos (PSC)               | 20.435  | 0,25% |

## Deputados Estaduais eleitos
Representação eleita
  PSB: 12
  PMDB: 12
  PT: 8
  PPB: 6
  PFL: 4
  PSDB: 4
  PL: 4
  PDT: 4
  PV: 3
  PSC: 3
  PTdoB: 3
  PSL: 2
  PRONA: 2
  PCdoB: 1
  PTB: 1
  PPS: 1

Fonteː
| Número | Deputados estaduais eleitos | Partido | Votação | Percentual | Cidade onde nasceu      | Unidade federativa  |
| 13170  | Carlos Minc                 | PT      | 119.863 | 1,48%      | Rio de Janeiro          | Rio de Janeiro      |
| 25123  | Eider Dantas                | PFL     | 104.072 | 1,28%      | Natal                   | Rio Grande do Norte |
| 15288  | Paulo Melo                  | PMDB    | 81.810  | 1,01%      | Saquarema               | Rio de Janeiro      |
| 15505  | Pedro Augusto               | PMDB    | 77.517  | 0,95%      | Ribeirão Preto          | São Paulo           |
| 15101  | Domingos Brazão             | PMDB    | 68.300  | 0,84%      | Rio de Janeiro          | Rio de Janeiro      |
| 45678  | Otavio Leite                | PSDB    | 66.178  | 0,81%      | Aracaju                 | Ceará               |
| 45620  | Luiz Paulo Corrêa da Rocha  | PSDB    | 65.196  | 0,80%      | Rio de Janeiro          | Rio de Janeiro      |
| 15136  | Washington Reis             | PMDB    | 64.788  | 0,80%      | Duque de Caxias         | Rio de Janeiro      |
| 45345  | Glauco Mussi Lopes          | PSDB    | 60.049  | 0,74%      | Macaé                   | Rio de Janeiro      |
| 40070  | Samuel Malafaia             | PSB     | 59.054  | 0,73%      | Rio de Janeiro          | Rio de Janeiro      |
| 15369  | Altineu Côrtes              | PMDB    | 59.041  | 0,73%      | Niterói                 | Rio de Janeiro      |
| 43123  | André Corrêa                | PV      | 56.866  | 0,70%      | Rio de Janeiro          | Rio de Janeiro      |
| 15123  | Eliana Ribeiro              | PMDB    | 56.683  | 0,70%      | Vitória                 | Espírito Santo      |
| 45205  | Andreia Zito                | PSDB    | 56.531  | 0,69%      | Duque de Caxias         | Rio de Janeiro      |
| 40345  | Chiquinho da Mangueira      | PSB     | 55.785  | 0,68%      | Rio de Janeiro          | Rio de Janeiro      |
| 15615  | Dica                        | PMDB    | 53.293  | 0,65%      | Duque de Caxias         | Rio de Janeiro      |
| 15210  | Roberto Dinamite            | PMDB    | 53.172  | 0,65%      | Duque de Caxias         | Rio de Janeiro      |
| 15106  | Albano Reis                 | PMDB    | 52.393  | 0,64%      | Rio de Janeiro          | Rio de Janeiro      |
| 13010  | Alessandro Molon            | PT      | 52.049  | 0,64%      | Belo Horizonte          | Minas Gerais        |
| 65123  | Edmilson Valentim           | PCdoB   | 50.538  | 0,62%      | Rio de Janeiro          | Rio de Janeiro      |
| 11617  | Aparecida Panisset          | PPB     | 50.338  | 0,62%      | Rio de Janeiro          | Rio de Janeiro      |
| 11456  | Georgette Vidor             | PPB     | 50.013  | 0,61%      | Rio de Janeiro          | Rio de Janeiro      |
| 13455  | Gilberto Palmares           | PT      | 49.070  | 0,60%      | Apiacá                  | Espírito Santo      |
| 11200  | Fábio Silva                 | PPB     | 48.993  | 0,60%      | Rio de Janeiro          | Rio de Janeiro      |
| 40777  | Armando José Ferreira       | PSB     | 48.104  | 0,59%      |                         |                     |
| 13123  | Paulo Pinheiro              | PT      | 48.097  | 0,59%      | Rio de Janeiro          | Rio de Janeiro      |
| 40188  | Edson Albertassi            | PSB     | 47.648  | 0,58%      | Castelo                 | Espírito Santo      |
| 25625  | Pedro Fernandes             | PFL     | 47.639  | 0,58%      | Parelhas                | Rio Grande do Norte |
| 15159  | Jorge Picciani              | PMDB    | 46.385  | 0,57%      | Rio de Janeiro          | Rio de Janeiro      |
| 22222  | Bispo Geraldo Caetano       | PL      | 46.162  | 0,57%      |                         |                     |
| 20230  | Uzias Mocotó                | PSC     | 45.262  | 0,55%      | Carangola               | Minas Gerais        |
| 25093  | Alberto Brizola             | PFL     | 45.255  | 0,55%      | Triunfo                 | Rio Grande do Sul   |
| 40145  | Márcio Corrêa               | PSB     | 44.121  | 0,54%      |                         |                     |
| 40300  | José Távora                 | PSB     | 43.762  | 0,54%      |                         |                     |
| 11198  | Ricardo Abrão               | PPB     | 43.328  | 0,53%      |                         |                     |
| 17123  | Valdeci Paiva de Jesus      | PSL     | 42.797  | 0,52%      | Sobral                  | Ceará               |
| 70222  | Bispo Jodenir Soares        | PTdoB   | 42.202  | 0,52%      |                         |                     |
| 15333  | Pastora Edna Oliveira       | PMDB    | 42.066  | 0,52%      |                         |                     |
| 70633  | Graça Pereira               | PTdoB   | 41.325  | 0,51%      | Duque de Caxias         | Rio de Janeiro      |
| 40190  | Nelson Gonçalves            | PSB     | 41.010  | 0,50%      | Niterói                 | Rio de Janeiro      |
| 40122  | Graça Matos                 | PSB     | 40.878  | 0,50%      | Mimoso do Sul           | Espírito Santo      |
| 40239  | Geraldo Moreira             | PSB     | 40.543  | 0,50%      | São Francisco do Glória | Minas Gerais        |
| 25640  | Pastor Ely Patrício         | PFL     | 40.258  | 0,49%      |                         |                     |
| 12212  | Cidinha Campos              | PDT     | 39.554  | 0,48%      | São Paulo               | São Paulo           |
| 13313  | Cida Diogo                  | PT      | 38.181  | 0,47%      | Volta Redonda           | Rio de Janeiro      |
| 40963  | Nelson Mello do Posto       | PSB     | 37.232  | 0,46%      |                         |                     |
| 40654  | Gilberto Silva              | PSB     | 37.187  | 0,46%      |                         |                     |
| 13663  | Jurema Batista              | PT      | 35.986  | 0,44%      |                         |                     |
| 12696  | Bispo Léo Vivas             | PDT     | 35.809  | 0,44%      |                         |                     |
| 40120  | Maria Aparecida Gama        | PSB     | 35.797  | 0,44%      |                         |                     |
| 14123  | José Nader Jr               | PTB     | 35.781  | 0,44%      | Bananal                 | São Paulo           |
| 15215  | Leandro Sampaio             | PMDB    | 35.627  | 0,44%      | Petrópolis              | Rio de Janeiro      |
| 22111  | Aurélio Marques             | PL      | 33.301  | 0,41%      |                         |                     |
| 13633  | Inês Pandeló                | PT      | 32.673  | 0,40%      | Cataguases              | Minas Gerais        |
| 20145  | Marco Figueiredo            | PSC     | 31.448  | 0,38%      | Rio de Janeiro          | Rio de Janeiro      |
| 11120  | Flávio Bolsonaro            | PPB     | 31.293  | 0,38%      | Resende                 | Rio de Janeiro      |
| 13118  | Heloneida Studart           | PT      | 31.039  | 0,38%      | Fortaleza               | Ceará               |
| 11222  | Núbia Cozzolino             | PPB     | 30.863  | 0,38%      | Magé                    | Rio de Janeiro      |
| 22651  | Rogério do Salão            | PL      | 29.728  | 0,36%      | Rio de Janeiro          | Rio de Janeiro      |
| 56123  | Acarisi Ribeiro             | PRONA   | 29.416  | 0,36%      |                         |                     |
| 23601  | Comte Bittencourt           | PPS     | 29.111  | 0,36%      | Rio de Janeiro          | Rio de Janeiro      |
| 12345  | Paulo Ramos                 | PDT     | 28.770  | 0,35%      | Rio de Janeiro          | Rio de Janeiro      |
| 12000  | Sérgio Soares               | PDT     | 27.902  | 0,34%      |                         |                     |
| 43043  | André Lazaroni              | PV      | 27.841  | 0,34%      | Duque de Caxias         | Rio de Janeiro      |
| 43333  | Alessandro Calazans         | PV      | 27.724  | 0,34%      | Nilópolis               | Rio de Janeiro      |
| 22025  | Waldeth Rinaldi do INPS     | PL      | 27.077  | 0,33%      |                         |                     |
| 17852  | Coronel Geraldo Rodrigues   | PSL     | 24.562  | 0,30%      |                         |                     |
| 56321  | Édino Fonseca               | PRONA   | 24.386  | 0,30%      | Rio Bonito              | Rio de Janeiro      |
| 20126  | Coronel Jairo Santos        | PSC     | 20.286  | 0,25%      | Rio de Janeiro          | Rio de Janeiro      |
| 70567  | Antônio Pedregal            | PTdoB   | 19.045  | 0,23%      | Rio de Janeiro          | Rio de Janeiro      |